# Unbalance x Unbalance
Unbalance x Unbalance (언밸런스x2) es un manhwa escrito por Lim Dall-Young e ilustrado por Lee Soo-Hyon. La historia se centra en el romance entre Myung Jin-Ho, un estudiante de último año de secundaria, y Nah Hae-Young, su profesora de matemáticas. El manhwa viene siendo seriado desde el 30 de mayo del 2005. La serie fue congelada en el 2008, reanudándose su publicación desde el 30 de septiembre de 2010.

## Sinopsis
La historia comienza con un joven de nombre Jin-Ho, quien se encuentra una cartera y un teléfono móvil en una librería. Cuando se disponía a dejarla en el departamento de objetos perdidos, se encuentra con la dueña, una joven y bella mujer de nombre Hae-Young Na. Una vez devuelta, Hae-Young se da cuenta de que le faltaban 7000 Wons, por lo que reclama a Jin-Ho, y este, apenado, explica que por haber encontrado la cartera y el móvil, consideró extraer una poca cantidad de dinero como recompensa y así comprar un libro que realmente quería. Hae-Young se molesta y decide considerar el dinero como un préstamo que espera ser restituido, pues al parecer ambos tienen diferentes nociones de la ética y la moral. Para sorpresa y horror de Jin-Ho, Hae-Young resulta ser la nueva tutora y profesora de matemáticas de su clase.

## Personajes

### Personajes principales
- Myung Jin-Ho: un joven estudiante que cursa el último año de bachillerato. Tiene 19 años, es descuidado en sus estudios y tiene el hábito de ir a la enfermería a dormir en plena hora de clases. Vive con su padre y su tía, pues, al parecer, su padre y su madre están distanciados, lo que ha llevado a creer que es una posible causa de su comportamiento temperamental y obstinado (fuente de preocupación para su familia) o por lo menos para su tía, que es más como una hermana mayor que una madre. Sin embargo, también puede ser alguien centrado si se lo propone, como en el caso del club de Estudio del Cine, del cual es cofundador junto con Jae-Kyung (expresidenta del consejo escolar en su época de veterana) y con la cual mantiene una relación de amigos. A través de la historia su actitud arrogante lo lleva a una serie de situaciones comprometedoras con su maestra Nah Hae-Young. Suceden de tal manera que acaba enamorándose de ella.

- Nah Hae-Young: una joven y bella profesora de 26 años que enseña matemáticas y también se desempeña como tutora de la clase 3-2, donde se encuentra Jin-Ho. Hae-Young vive con su hermana y su sobrina en un bloque de apartamentos, precisamente en el edificio en el que vive Jin-Ho. La inesperada partida de su padre cuando ella era niña ha tenido un gran impacto sobre su vida. Aunque ella es muy atractiva, inteligente y aparentemente popular a lo largo de su vida escolar, ha desarrollado un sentimiento de desconfianza hacia los hombres y por ende a no establecer relaciones amorosas con ellos. En su vocación de maestra, tiene gran influencia de su madre (maestra y más tarde superintendente de distrito antes de su jubilación). En ocasiones actúa de forma infantil, usando el pretexto de ser una profesora responsable que no puede mantener relaciones amigables con sus estudiantes, y menos amorosas. A pesar de que Hae-Young trata de ser estricta y responsable en su trabajo y en su vida íntima, Jin-Ho causa un desorden sentimental en ella, por lo que gran parte del disgusto que sentía hacia Jin-Ho termina por convertirse en un sentimiento de afecto y amor hacia él, aunque ella en varias ocasiones niega sentir algo por él.

### Personajes secundarios
- Caroline: una mujer mitad coreana y mitad británica, recién llegada a Corea. Vivió en Estados Unidos por un tiempo, donde aprendió savate. Su objetivo en Corea es el de conocer la patria natal de su padre y a sus hermanas mayores, o, mejor dicho, hermanastras, quienes resultan ser Hae-Young y Hae-Jung. Cuando llega por primera vez se instala temporalmente en un motel, mientras que su padre hace arreglos para que pueda quedarse con sus medias-hermanas alrededor de un mes. Trabaja como profesora de idiomas y profesora asistente para supervisar a los alumnos. Su primer encuentro con Jin-Ho es en un restaurante, donde entablan una pelea. A lo largo de la historia su opinión acerca de él cambia para bien.

- Young-Gi Cha: un estudiante veterano, compañero de clase y mejor amigo de Jin-Hoo. Han estudiado juntos en las mismas clases durante los cinco años de estudio. Al igual que su amigo, él es experto en los combates. Por su forma de actuar con Ji-Soo, se cree que a él le gusta, puesto que es muy protector y está pendiente de cómo está ella. Young-Gi también tiene un fuerte sentido de justicia y, a pesar de su altura y su complexión atlética, prefiere encontrar a la mayoría de los problemas una solución pacífica.

- Ji-Soo Ha: una estudiante de la misma clase que Jin-Ho y la actual presidenta del consejo estudiantil. Ella es muy trabajadora, estudiosa y muy bella, tanto es así que entraría en el mismo rango de belleza que Hae-Young y Caroline. Cumple con sus funciones de forma eficiente y también es muy popular entre chicos y chicas. Está enamorada de Jin-Hoo desde el noveno año de la escuela secundaria.

- Eun Ami: una estudiante veterana, compañera y amiga de Ji-Soo. Es tímida y tranquila en la escuela, donde a menudo lee manhwa yaoi. Es la primera persona que sabe de la complicada relación entre Jin-Ho y Hae-Young. Está enamorada de Hae-Young, lo que lleva a deducir que tiene preferencias lésbicas.

- Park Jae-Kyung: una estudiante veterana y amiga de Jin-Ho. Fue la fundadora del club de Estudio del Cine y expresidenta del consejo estudiantil. Mantuvo una corta relación sentimental con Jin-hoo, pero lo dieron por terminado cuando ella se tuvo que ir a la universidad. Todavía conserva sus sentimientos por Jin-Hoo incluso después del rompimiento.

- Hae-Jung: la hermana mayor de Hae-Young. Ella es también, por lo tanto, la media hermana de Caroline. Al igual que Hae-Young, no ha perdonado a su padre por haberlas abandonado cuando eran niñas, aunque parece que es la que menos molesta está con él. Es la madre de Mina Choi, de tan solo cuatro años de edad, y es la más sensata de todas las hermanas. Regularmente aconseja a su hermana en todo lo que puede y le brinda su apoyo en sus problemas.

- Ji-Myung: una escritora de novelas y la tía de Jin-Ho. Vive con él y con su hermano mayor, el padre de Jin-Ho. Ella es la principal influencia de la pasión por el cine en Jin-ho. Tiene una relación muy estrecha con Jin-Ho, por lo que se podría considerar como una amiga para él.

- Sung-Chul No: un documentalista, así como el padre de Hae-Young y Hae-Jung. Dejó a su familia cuando Hae-Young era pequeña. En el Reino Unido engendró a su tercera hija (Caroline) con una mujer británica llamada Grace Pendleton.

## Tomos

### Tomo 01
- Capítulo 001: Encuentro
- Capítulo 002: No me gustas
- Capítulo 003: ¡Voy a atraparte!
- Capítulo 004: ¡Con las manos en la masa!
- Capítulo 005: Mi corazón no está listo
- Capítulo 006: No puedo perdonarte
- Capítulo 007: Esto es demasiado
- Capítulo 008: ¿Te gusta mucho?

### Tomo 02
- Capítulo 009: Lo siento
- Capítulo 010: ¿Cuánto te gusta?
- Capítulo 011: Esto es una broma, ¿verdad?
- Capítulo 012: Yo asumiré la responsabilidad
- Capítulo 013: ¿Tuvimos suerte?
- Capítulo 014: Entonces, ¿qué estás mirando?
- Capítulo 015: No somos iguales
- Capítulo 016: Tráela aquí

### Tomo 03
- Capítulo 017: ¿Quieres venir a mi casa?
- Capítulo 018: ¿Amiga?
- Capítulo 019: Yo... a mi profesora
- Capítulo 020: ¿5 años más joven?
- Capítulo 021: Creo que está bien
- Capítulo 022: Eres muy comprensivo
- Capítulo 023: Entonces, ¿por qué fuiste?
- Capítulo 024: Las cosas cambian...

### Tomo 04
- Capítulo 025: De algún modo, no puedo parar
- Capítulo 026: ¡Quita tus manos de ella ahora!
- Capítulo 027: ¿Quieres que te diga algo?
- Capítulo 028: ¡Arrodíllate!
- Capítulo 029: Bastardo atemorizante
- Capítulo 030: Me haré cargo del resto
- Capítulo 031: ¿Por qué me buscas?
- Capítulo 032: ¿Eres realmente fuerte?

### Tomo 05
- Capítulo 033: Irritante
- Capítulo 034: ¿Qué clase de bastardo eres?
- Capítulo 035: ¡Apártense el uno del otro en este instante!
- Capítulo 036: WOW
- Capítulo 037: ¿Hasta los yanquis comen torta de arroz picante?
- Capítulo 038: ¡Vamos nene!
- Capítulo 039: He decidido
- Capítulo 040: Entrada exclusiva

### Tomo 06
- Capítulo 041: Baja tu tono
- Capítulo 042: Quiero acabar con...
- Capítulo 043: ¿Es esto seducción?
- Capítulo 044: Es cierto, también lo sé
- Capítulo 045: Idénticas
- Capítulo 046: Un malentendido, ¿cierto?
- Capítulo 047: ¡Demasiado lejos!
- Capítulo 048: ¿Sala audiovisual?

### Tomo 07
- Capítulo 049: No pasa nada
- Capítulo 050: ¿Celosa?
- Capítulo 051: ¿Quién es ese bastardo?
- Capítulo 052: Tú también vienes
- Capítulo 053: Él tiene un corazón bondadoso
- Capítulo 054: Nosotros dos empezando ahora...
- Capítulo 055: Intenta cerrar tus ojos
- Capítulo 056: Haré cualquier cosa por ti

### Tomo 08
- Capítulo 057: Niño
- Capítulo 058: Siento como si fuera a desmayarme
- Capítulo 059: Es una meta común
- Capítulo 060: ¿Por qué de todas las cosas...?
- Capítulo 061: Dame tu corazón
- Capítulo 062: Se lo diré directamente
- Capítulo 063: Me gustas, Myung Jin-Ho
- Capítulo 064: Incluso aunque trataste de besar...

### Tomo 09
- Capítulo 065:
- Capítulo 066: Entonces sé la profesora
- Capítulo 067: ¿Jin-Ho, aún estás bien...?
- Capítulo 068: Algo como eso...
- Capítulo 069: La sensualidad de un adulto maduro
- Capítulo 070: ¿Deberíamos hacer una apuesta?
- Capítulo 071: ¿Vas a ir...?
- Capítulo 072: No vayas

### Tomo 10
- Capítulo 73: El único
- Capítulo 74: Vamos a una cita.. tú y yo
- Capítulo 75: El lugar al que deberías regresar
- Capítulo 76: ¿Estuvo todo bien?
- Capítulo 77: Porque eres un buen chico...
- Capítulo 78: Respondiendo a los sentimientos
- Capítulo 79: ¿¡Sera mío de nuevo...!?
- Capítulo 80: Entonces, así es como son las cosas...
- Capítulo 81: Adiós, Myung Jin-ho
- Capítulo 82: Yo estaré junto a ti... (episodio final)